# هربرت جوزيف توماس
هربرت جوزيف توماس (بالإنجليزية: Herbert Joseph Thomas) هو عسكري أمريكي، ولد في 8 فبراير 1918 في كولومبوس في الولايات المتحدة، وتوفي في 7 نوفمبر 1943 في جزيرة بوغاينفيل في بابوا غينيا الجديدة.